# Doença infecciosa do sistema nervoso
Doenças infecciosas do sistema nervoso são doenças causadas por microrganismos na forma de infecções. Apesar de epidemiologicamente falando encontrarmos na clínica um número restrito de infecções do sistema nervoso, potencialmente, o parênquima, os envoltórios e os vasos sanguíneos do sistema nervoso, podem ser invadidos, praticamente, por todos os microrganismos patogênicos. A frequência de tais agentes infecciosos por sua vez está, sem dúvida, associada às características epidemiológicas destes e/ou ao seu nível endêmico.  Em função da organização do estudo destas patologias é comum sua divisão por síndromes e/ou localização das estruturas afetadas, contudo, segundo o referido autor, são frequentes o comprometimento de mais de uma dessas estruturas, o que torna essa classificação também arbitrária.

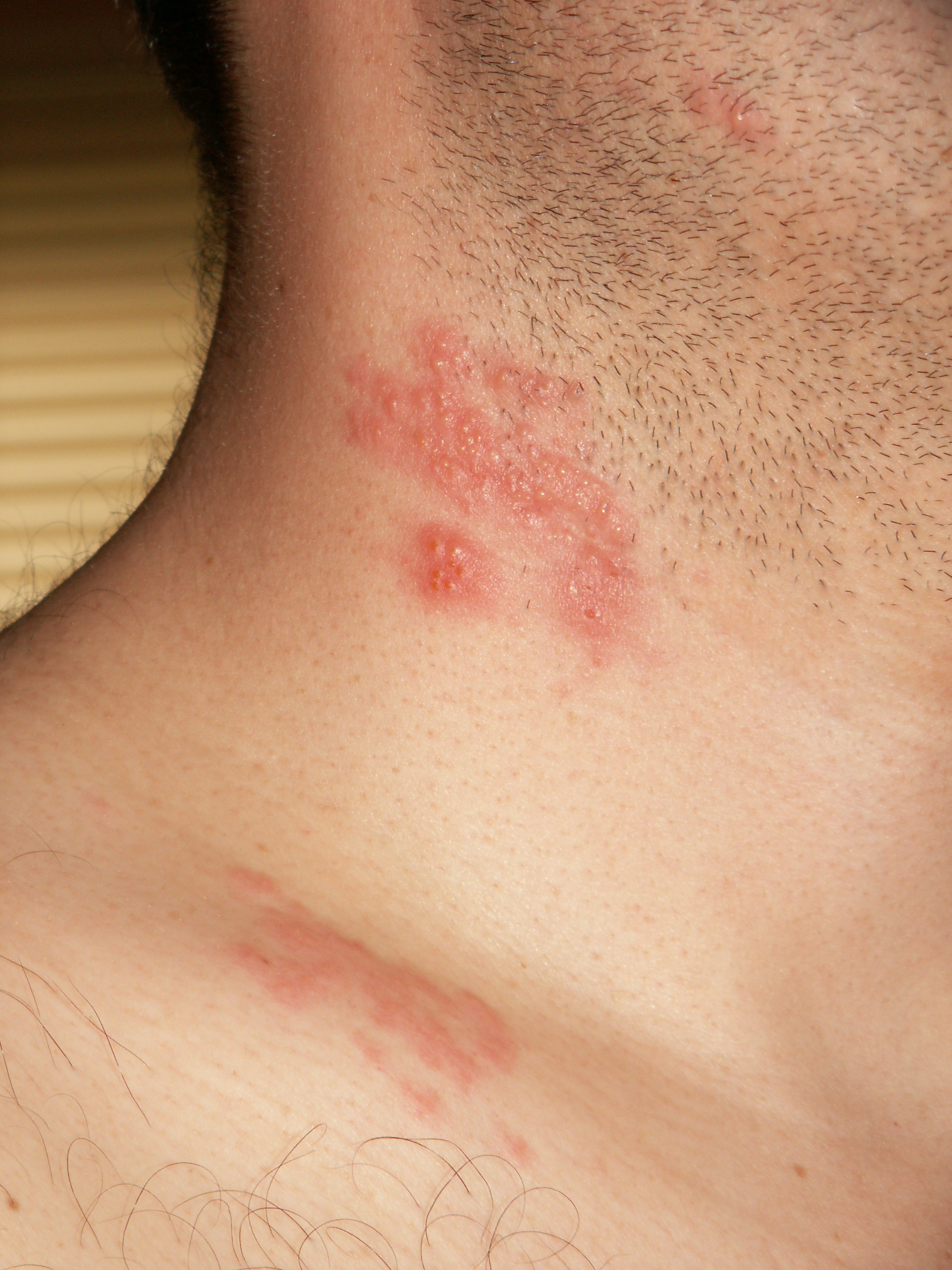
Típica lesão da Herpes zoster.

A maioria das doenças infecciosas que acometem o Sistema Nervoso - SN estão classificadas na categoria (G00-G09) Doenças inflamatórias do sistema nervoso central nas formas de (G00.) Meningites e Encefalites e ou Meningoencefalites. Costumam ser classificadas em virais e bacterianas, mas como referido, está condicionada à distribuição endêmico-epidêmica de seus agentes causadores.

## Neuroepidemiologia
A proporção epidêmica de algumas doenças tanto causadas por agentes vivos, a exemplo da doença meningocócica e poliomielite, como pelos fatores causadores de doenças e agravos não transmissíveis a exemplo do acidente vascular cerebral, traumatismo craniano  ou Mal de Alzheimer, justifica uma abordagem especializada do sistema nervoso do ponto de vista epidemiológico, ou seja, quanto às características específicas dos agentes, condições do hospedeiro e meio ambiente, como proposto pela neuroepidemiologia.
O Departamento de Neuroepidemiologia da Academia Brasileira de Neurologia, por exemplo, tem como objetivos determinar as principais endemias neurológicas em nosso país. Somente esse objetivo poderia ser a função desta aplicação da epidemiologia, contudo, a capacidade de atravessar a barreira hematoencefálica e a filia específica por estruturas específicas do tecido nervoso como alguns vírus possuem - vide pólio vírus, rabhdovírus, herpesvírus e mesmo a elevada patogenicidade especifica de algumas as bactérias das meningites Neisseria meningitidis contradizem a ideia de que são principalmente as condições do hospedeiro e circunstâncias ambientais que determinam os processos epidêmicos.
O mesmo pode ser dito quanto a especificidade dos vírus capazes de atravessar a barreira fetoplacentária, hematoencefálica e causar microcefalia e/ou outras malformações especificas do sistema nervoso associadas ou não à deficiência mental a exemplo do vírus da rubéola (Rubivirus da família Togaviridade), do citomegalovírus, de protozoários e bactérias como o Toxoplasma gondii e Treponema pallidum
Por outro lado apesar da elevada especificidade de alguns agentes como a da bactéria causadora da sífilis (Treponema pallidum), capaz de invadir o sistema nervoso em meses ou semanas após a infecção inicial, a multiplicidade de formas de dano desta, implica na variedade de características do hospedeiro. No caso da neurosífilis encontra-se desde casos assintomáticos, a padrões mais frequentes tais como formas de ataxia (Tabes dorsal), de paralisia, demência ou psicose, naturalmente o estágio de evolução com que esses pacientes procuram a clínica contribui para as estatísticas desse polimorfismo.
Tais propriedades seriam explicáveis pela ação tanto da  barreira hematoencefálica como da glia em especial das micróglias que são um tipo especializado destas com a função é fagocitar detritos e restos celulares presentes no tecido nervoso. De acordo com Lent desde o final do século XX experimentos foram mostrando uma infinidade de funções que as células da glia exercem no sistema nervoso onde se inclui a tarefa de cuidar da defesa contra microrganismos e lesões de várias estirpes, produzindo reações inflamatórias como faz o sistema imunitário no resto do organismo.

## Principais agentes infecciosos
Apesar da aparente inespecificidade de agentes causais de infecções no SN abrangendo desde ovos de vermes, tais como os da Taenia causadores da cisticercose, protozoários como o Plasmodium falciparum e a Entamoeba histolytica capazes de causar o abscesso cerebral amebiano (A06.6) e a malária cerebral ou a síndrome pós malárica, respectivamente; bactérias tipo a Mycobacterium leprae capaz de severas lesões no sistema nervoso periférico, até os microscópicos vírus ou moléculas de proteína como os príons responsáveis pelo kuru e a encefalopatia espongiforme bovina ou "doença da vaca louca". Alguns agentes patógenos, por sua maior capacidade de "invadir" o sistema nervoso causando graves lesões,  merecem destaque especial:

- As bactérias causadoras da meningite: Neisseria meningitidis uma bactéria do tipo CGN (Cocos gram-negativos) mais conhecida como meningococo bem como outros tipos de agente. Observe-se a diferença de características destes para os mais e menos comuns a exemplo os Haemophilus Pneumococos, Estreptococos, Estafilocócicos etc. e/ou os agentes  capazes de causar meningite viral tipo vírus do sarampo, rubéola, hemophilus ou da mononucleose. 

- Os agentes causadores das encefalites, mielite e encefalomielite especialmente  das formas epidêmicas como as causadoras da Doença de Lyme, Rickettioses e encefalopatias espongiformes. 
Os grupos causadores das Paralisias e Demências em especial o Poliovírus (Enterovirus poliovirus) capaz de destruir seletivamente neurônios motores  e alguns outros do grupo dos Enterovirus tipo o Coxsackie e ECHO tipo 71. Nas Demências o Treponema pallidum, agente da sífilis e os prions podem ser considerados um modelo de agente causador.

## Neuroepidemiologia das doenças não infecciosas
Observe-se que essa aplicação da epidemiologia não se limita ao estudo dos agentes patogênicos vivos ou infecciosos capazes de agredir o sistema nervoso, na tentativa de decifrar sua patogenicidade. São relevantes para o planejamento em saúde os estudos epidemiológicos dos acidentes e traumas causadores dano à funções cognitivas ou apenas as patologias do aparelho locomotor, os fatores relacionados à sua condição geradora e tipo de dano, bem como as diversas formas de neoplasias sejam originárias de células nervosas como os meningiomas e pinealomas ou de outras células situadas no sistema nervoso como vasos sanguíneos e tecidos linfáticos além das invasões metastáticas e dos danos paraneoplásicos produzidos por células secretoras (adenomas) tipo o feocromocitoma produtor de substâncias adrenérgicas. A epidemiologia dos transtornos mentais, insere-se num capítulo à parte, mais relacionado à epidemiologia social embora há de se convir que estas possuem uma área em comum até mesmo com as doenças infecciosas quando se lida com as patologias orgânicas do sistema nervoso

## Ver também

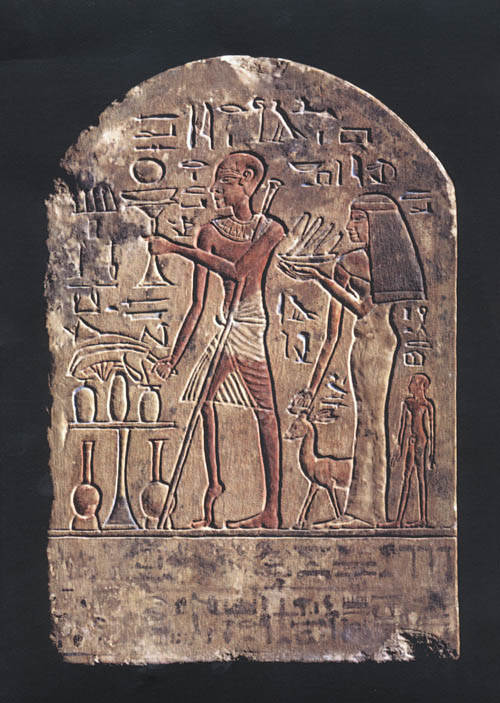
Estela egípcia representando uma vítima da poliomielite, 18 Dynasty (1403–1365 BC)